# リコマ
リコマ（Likoma）はマラウイのリコマ県の町である。

## 概要

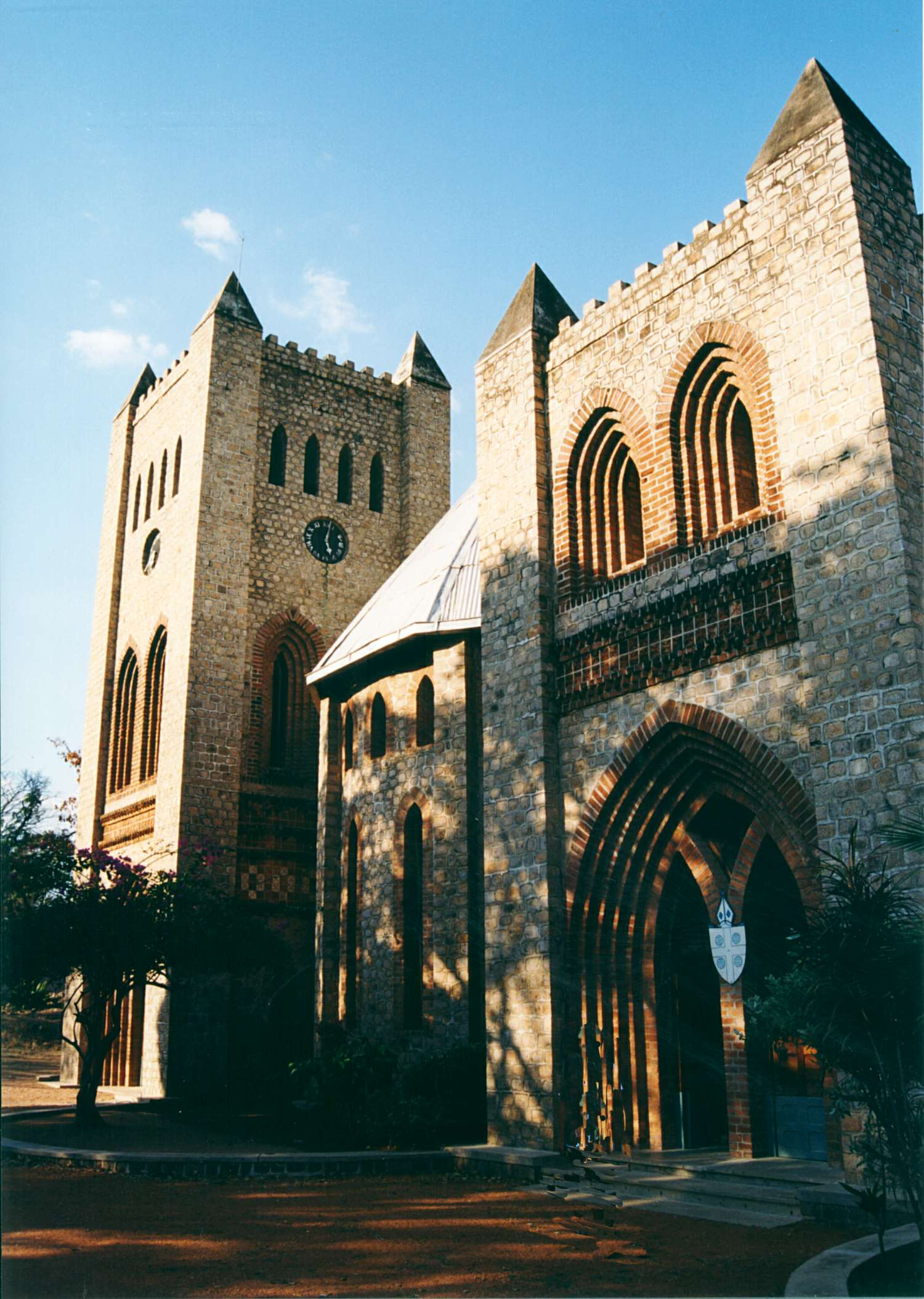
聖ペトロ大聖堂

おそらくこの都市で最も有名なものは、イギリスの聖公会が建設した大聖堂である。この大聖堂は聖ペトロに献堂されており、ペトロの像はマラウイ湖に向けられている。1903年1月27日にジェラード・トロワー主教によって設立され、1911年11月14日にトーマス・フィッシャー主教によって聖ペトロへ献堂された。大聖堂建造に必要であった建設資材および土木技術は、多数の国から輸入されたと考えられている。

## 交通
この都市を訪れるには、運行が多少いい加減なイララ (illala boat) と呼ばれるマラウイ湖の周回船を利用する方法や、リロングウェからの飛行機を利用する方法、カタベイから蒸気船に乗る方法などがある。